# Limnoria bombayensis
Limnoria bombayensis là một loài chân đều trong họ Limnoriidae. Loài này được Pillai miêu tả khoa học năm 1961.